# 王文轩
王文轩（1913年—1996年），中国人民解放军将领、中国人民解放军开国少将。
曾任中国人民解放军总干部部特种兵干部部副部长。1955年，授予中国人民解放军少将。